# Гданський трамвай
Трамвайна система Гданська (пол. Komunikacja tramwajowa w Gdańsku)  — мережа трамваю у польському місті Гданськ. Трамвайний рух в місті відкрито 23 липня 1873 року.

## Історія

### Конка

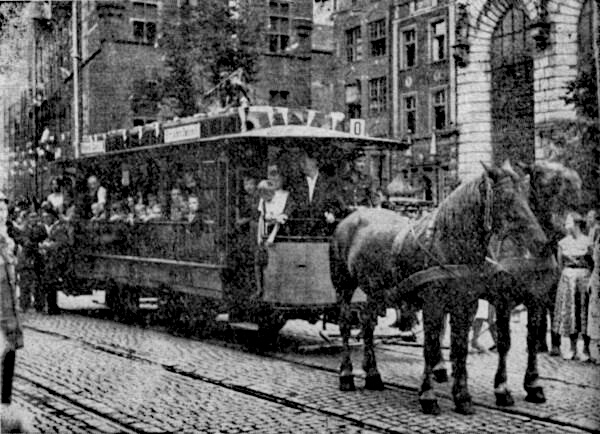
Перша конка в Гданську

Перша лінія конки в Гданську була побудована берлінською фірмою Deutsche Pferdeeisenbahn і відкрита 23 червня 1873 року. Лінія пролягала від Сінного Ринку (нім. Heumarkt) через Вжещ до Оліви. У 1877 році активи берлінської фірми викупила гданська фірма Otto Braunschweig und Oskar Kupferschmidt, під її управлінням були побудовані наступні лінії:
- Від Центру до Орунії (1878) ,
- Від Вугільного Ринку (нім. Kohlenmarkt) через вул. Двугу (нім. Langgasse), Довгий ринок, Другє Огроди (нім. Langgarten) до Жулавської Брами, а також до Нижнього Міста (1883),
- Від залізничного вокзалу Danzig Petershagen, що розташовувався біля нинішньої Торуньської вулиці, через Головне місто до Рибного Ринку (нім. Fischmarkt) (1886)
- Від центру до Седльців (1886).

У цей період у Гданську функціонували наступні трамвайні депо:
- На Вжещі, біля Mirchauer Weg (нині — вулиця Партизанів) був розташований перший у місті трамвайний парк.
- На Wiedengasse (сьогодні — вулиця Лонкова) у Нижньому Місті
- Дерев'яні будівлі на Оруні і Седльцях[3].

### Запуск електричного трамвая
В 1894 році фірму «Danziger Strassen Eisenbahn» викупила берлінська фірма «AEG». Було піднято питання про електрифікацію мережі, електрифікація була розпочата роком пізніше. Рух електричних трамваїв було відкрито 12 серпня 1896 року у напрямку на Оруню і Седльці. Однак подальше відкриття затяглося через те, що потрібно було перевісити міські телефонні і електричні кабелі, які заважали трамвайній контактній мережі, тому до Вжеща електричні трамваї пішли тільки з 28 серпня, а повністю вся мережа була переведена на електротягу до кінця того ж року. У тому ж 1896 році були також побудовані ділянки, що сполучили новий вокзал Гданськ-Головний з Вугільним Ринком, і лінію від Рибного Ринку по вул. Валовій (пол. Wałowa ul.) до Штадтграбену (нім. Stadtgraben).

### Трамвай під часПершої світової війни
З 1 травня 1914 була введена нумерація маршрутів. Номерні вказівники маршрутів замінили собою трафарети з назвами кінцевих зупинок. У лютому 1917 року розпочався брак вугілля і запчастин, колії прийшли в незадовільний стан, внаслідок чого почали траплятись сходження вагонів і аварії.

### Трамвай уВільному місті Данциг
У 1930-х роках трамваї Гданська (тоді Вільне місто Данциг) були одними з найсучасніших в Європі за технологіями та реалізованими рішеннями (наприклад, були представлені вагони із заниженою підлогою на середньому вході). У 1934 році трамваї перейшли на використання струмоприймачів. Від планованого продовження лінії в бік Рудників і будівництва лінії від Вжеща через Суханіно до Центру відмовилися. У 1935 році у Вжещі було відкрито нове трамвайне депо (нині вул. В. Ствоша), а старе депо на Mirchauer Weg (сучасна вул. Партизанів) було перероблено під автобусне депо.
У 1942 році планувалося ліквідувати трамвайні лінії на маршрутах від Центру до Седльців та Оруні та замінити їх тролейбусними. Однак ці плани не були реалізовані. До 24 березня 1945 року трамваї по місту курсували без змін. Після того як радянські війська обстріляли міську електростанцію в Олов'янці, електроенергія в трамвайній мережі зникла, через що деякі трамваї так і залишились стояти на вулицях. Під час вуличних боїв трамвайні вагони використовувались як барикади.

### Відновлення після 1945-го
По закінченню військових дій трамвайна мережа була недієздатна: контактна мережа фактично була відсутня, колії були сильно розбиті, жоден вагон не був придатний до експлуатації. У квітні 1945 року було розпочато відновлення трамвайного господарства. З ініціативи муніципалітету у Гданську був створений Департамент міських сполучень. В Гданськ прибули трамвайники з Познані, Варшави і Лодзя, які разом із місцевими спеціалістами приступили до відновлення господарства. Депо на Вжещі постраждало не сильно, майстерні на Лонковій вулиці залишилися без даху, було зруйновано будівлю майстерні. 28 червня 1945 року рух трамваїв було відновлено. Реконструкція усіх наявних ліній була завершена в 1947 році. Були ліквідовані колії на вулицях Szeroka, Kowalska та Korzenna та службові колії у старому передмісті. В 1946 році запущено новий маршрут до Сопота.

### 1947—1989
Після Другої світової війни колії в щільно забудованому районі Середмістя, були послідовно закриті, щоб, відповідно до модерністської ідеології, трамвай міг курсувати лише по головних артеріях міста.
У 1955 році розпочато нічне трамвайне сполучення.
Трамвайна інфраструктура активно модернізувалась. Значні зміни включали створення нових маршрутів, реконструкцію існуючих маршрутів у двоколійні, а також ліквідацію деяких маршрутів через конкуренцію з Швидкою міською залізницею.

### 1989— нині
У 1989 році гданська трамвайна мережа перейшла під управління новоствореного підприємства Przedsiębiorstwo Komunikacji Miejskiej, яке у 1991 році перетворене на Управління громадського транспорту Гданська (Zakład Komunikacji Miejskiej w Gdańsku, ZKM Gdańsk). У 1990-х модернізувалась інфраструктура, будувались нові маршрути, як-от нова ділянка на вулиці Podwale Przedmiejskie з новим автодорожнім мостом.
В 1999 році в Нижньому Місті було ліквідовано депо Лонково. На його місці облаштований автопаркінг.
В 2004 році ZKM Gdańsk перетворене на товариство з обмеженою відповідальністю.

## Маршрути
Список маршрутів
| Номер | Схема | Траса                                       | Довжина (км) | Середній час в один бік | К-сть зупинок | Тип курсування           |
| ----- | ----- | ------------------------------------------- | ------------ | ----------------------- | ------------- | ------------------------ |
| 2     |       | Lawendowe Wzgórze — Jelitkowo               | 18           | 58                      | 36            | Звичайний                |
| 3     |       | Nowy Port Oliwska — Łostowice Świętokrzyska | 11           | 49                      | 31/32         | Звичайний                |
| 4     |       | Lawendowe Wzgórze — Jelitkowo               | 14           | 57                      | 36            | По робочих днях          |
| 5     |       | Nowy Port Oliwska — Oliwa                   | 13,5         | 50                      | 33/32         | Звичайний                |
| 6     |       | Łostowice Świętokrzyska — Jelitkowo         | 18           | 63                      | 39/40         | Звичайний                |
| 7     |       | Łostowice Świętokrzyska — Nowy Port Oliwska | 14           | 45                      | 28/27         | Час пік, по робочих днях |
| 8     |       | Jelitkowo — Stogi                           | 16,5         | 58                      | 38            | Звичайний                |
| 9     |       | Strzyża PKM — Stogi Plaża (Stogi)           | 14,5         | 46                      | 30/31         | Звичайний                |
| 10    |       | Brętowo PKM — Nowy Port Góreckiego          | 13           | 41                      | 27/25         | Звичайний                |
| 11    |       | Lawendowe Wzgórze — Strzyża PKM             |              |                         | 30            | По робочих днях          |
| 12    |       | Zaspa — Ujeścisko (Lawendowe Wzgórze)       | 22,5         | 76                      | 48/49         | Звичайний                |

## Рухомий склад

### Маршрутні вагони
| Фото                            | Модель                                      | Роки виробництва                | Кількість    |              |
| ------------------------------- | ------------------------------------------- | ------------------------------- | ------------ | ------------ |
|                                 | Konstal 105Na Konstal 105NCh Konstal 105NAs | 1977                            | 60 (32)2     | -            |
|                                 | Konstal 114Na                               | 1997                            | 21           |              |
|                                 | Alstom Citadis 100                          | 1999                            | 41           |              |
|                                 | Bombardier NGT6                             | 2007                            | 31           |              |
|                                 | Duewag N8C-NF                               | 2009                            | 331+ 132     |              |
|                                 | Pesa 120Na                                  | 2010                            | 351          |              |
| Разом                           | Разом                                       | Разом                           | 150(122)     | 150(122)     |
| Частка низькопідлогових вагонів | Частка низькопідлогових вагонів             | Частка низькопідлогових вагонів | 60 %(73,7 %) | 60 %(73,7 %) |

### Музейний склад
| Модель                | Фото | Роки виробництва | Роки експлуатації в Гданську | Кількість |
| Конка                 |      | 1873             | 1873-                        | 1         |
| DWF Bergmann Heubuder |      | 1927             |                              | 1         |
| Konstal N             |      | 1952             |                              | 1         |
| Konstal 102Na         |      | 1970             | 1969-1988                    | 1         |
| Konstal 105N          |      | 1977             | 1975-2002                    | 1         |

## Галерея

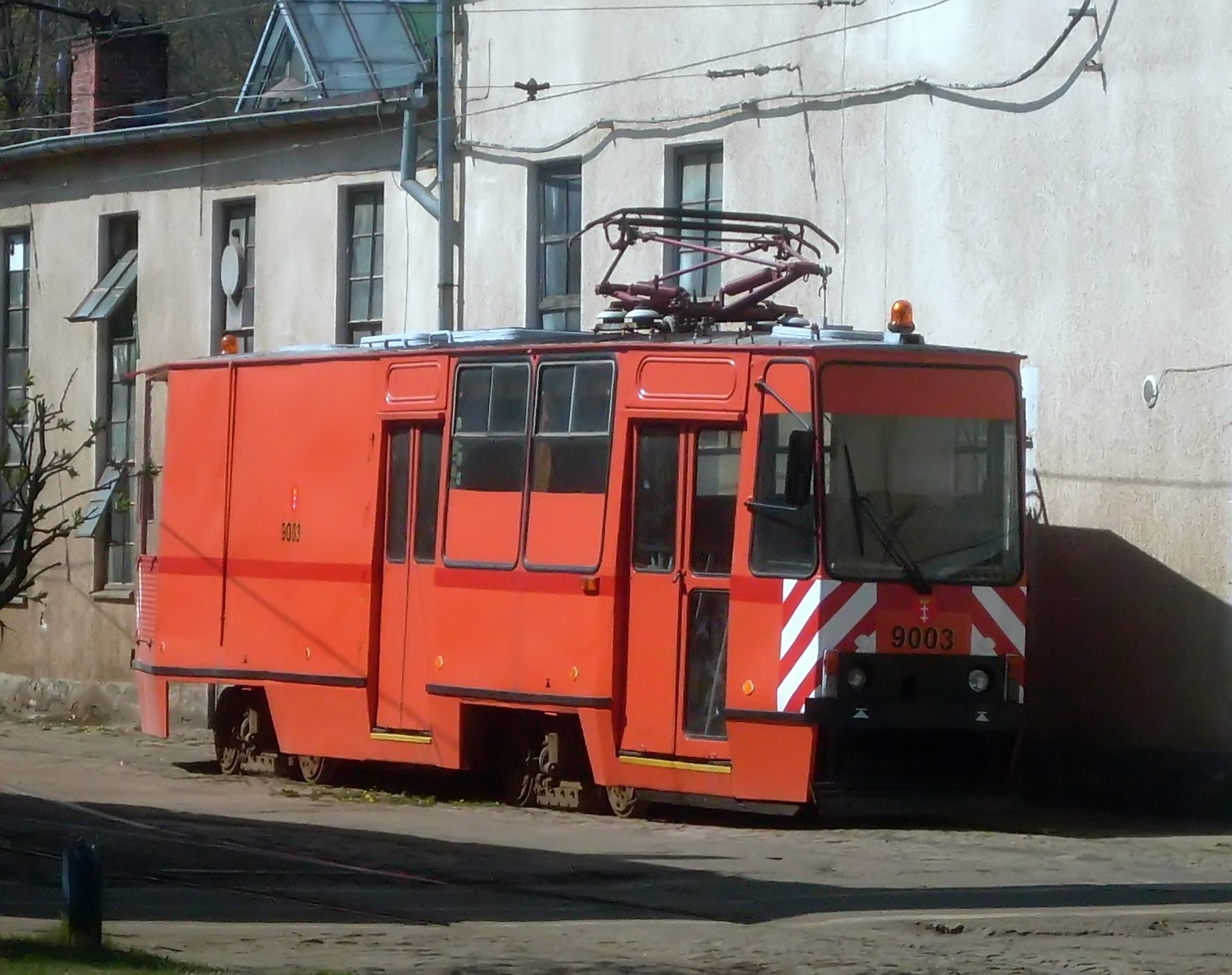
Трамвай Konstal 105N - технічний вагон, 2009 р.в
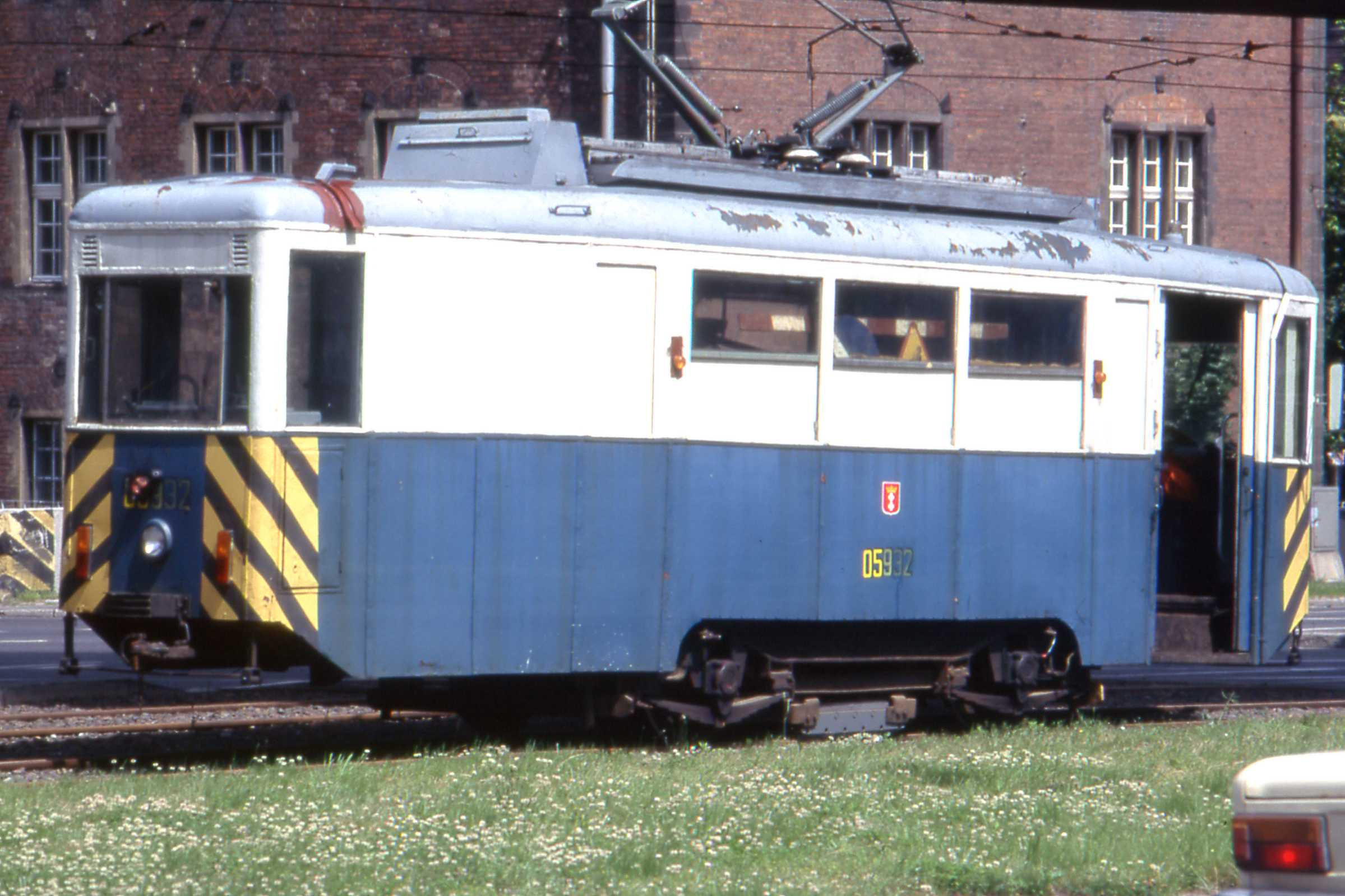
Трамвай Konstal N – технічний вагон, 1995
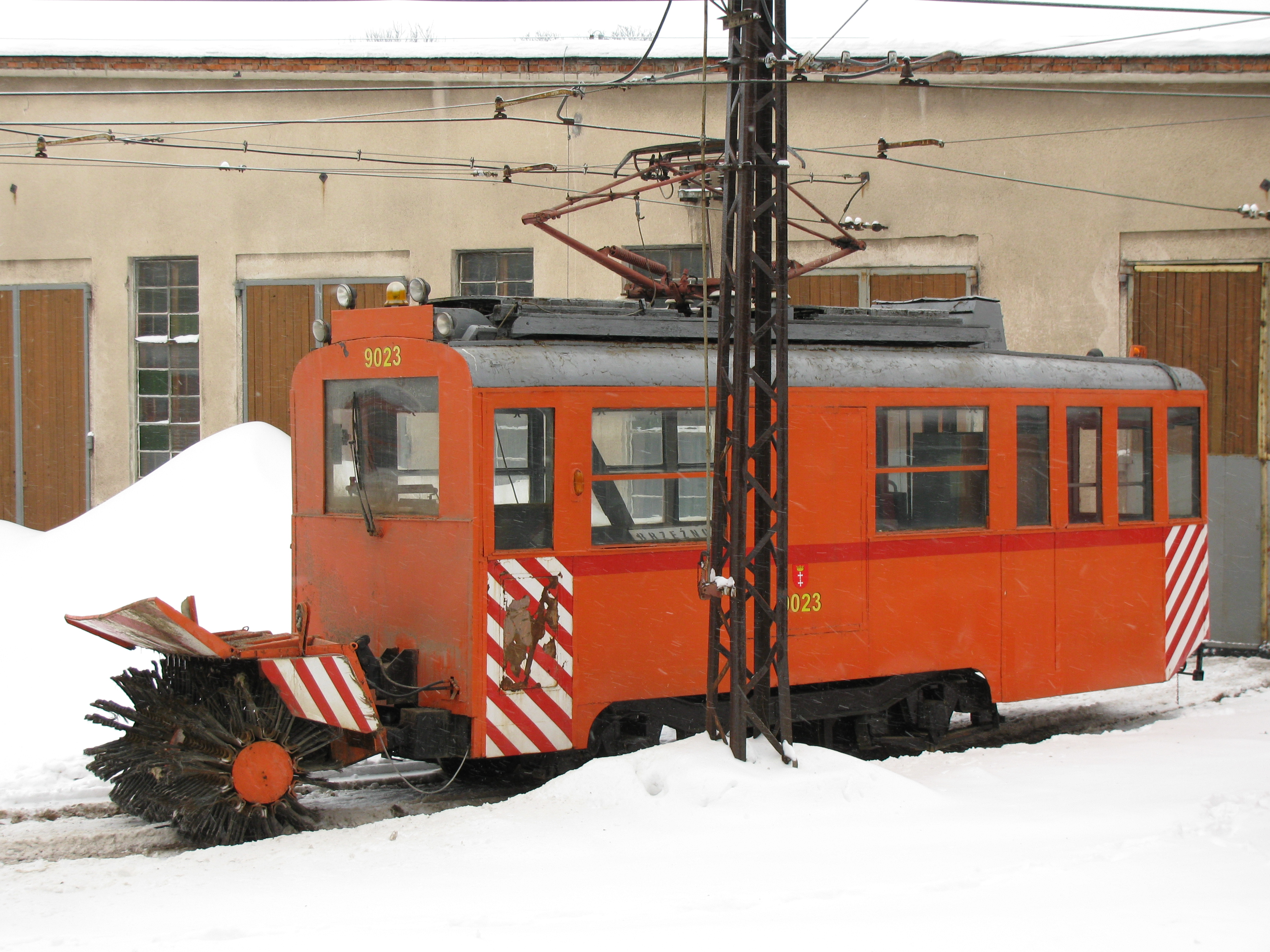
Konstal 4N – снігоочисник, 2010
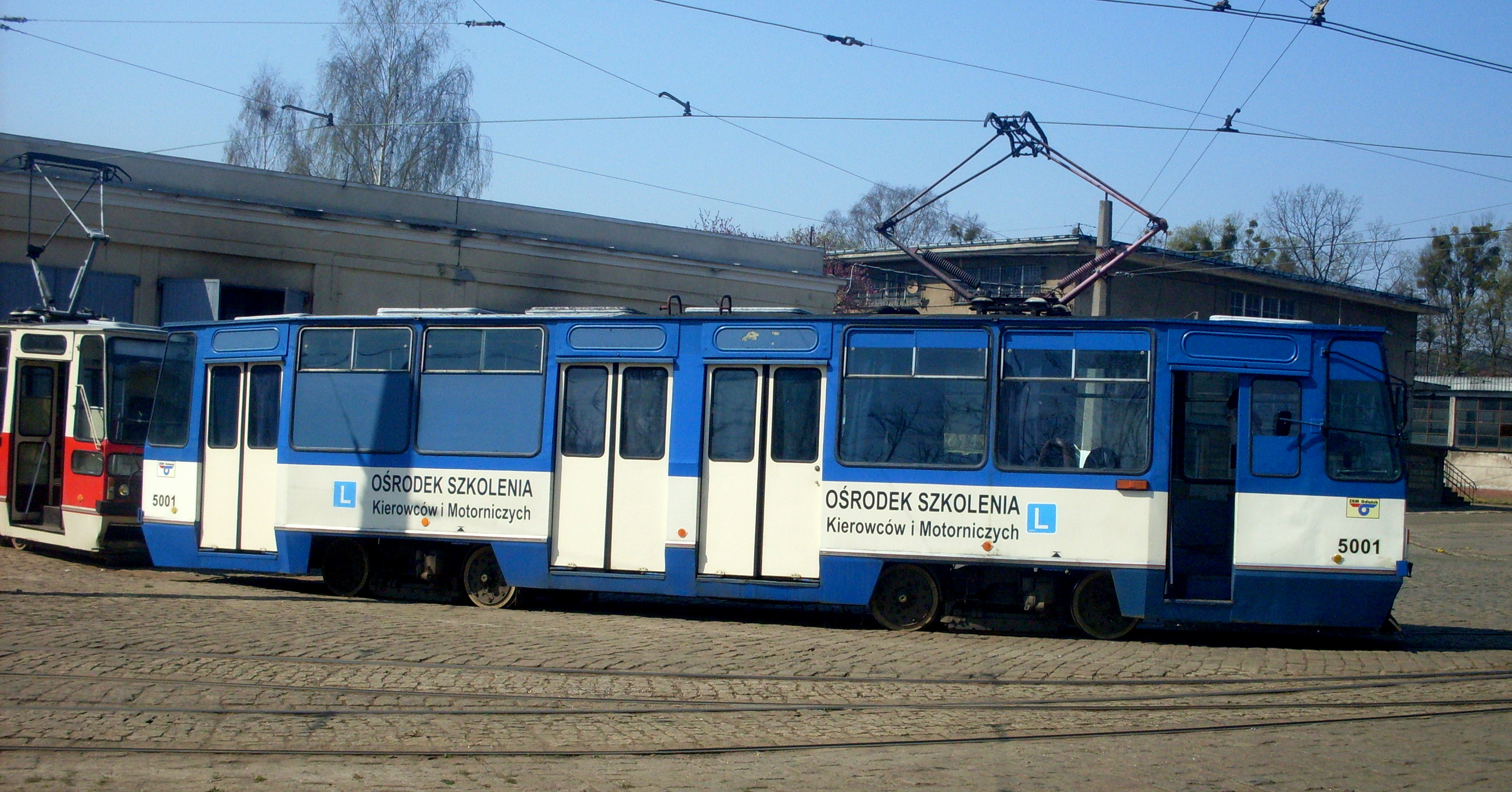
Konstal 105N – учбовий, 2009
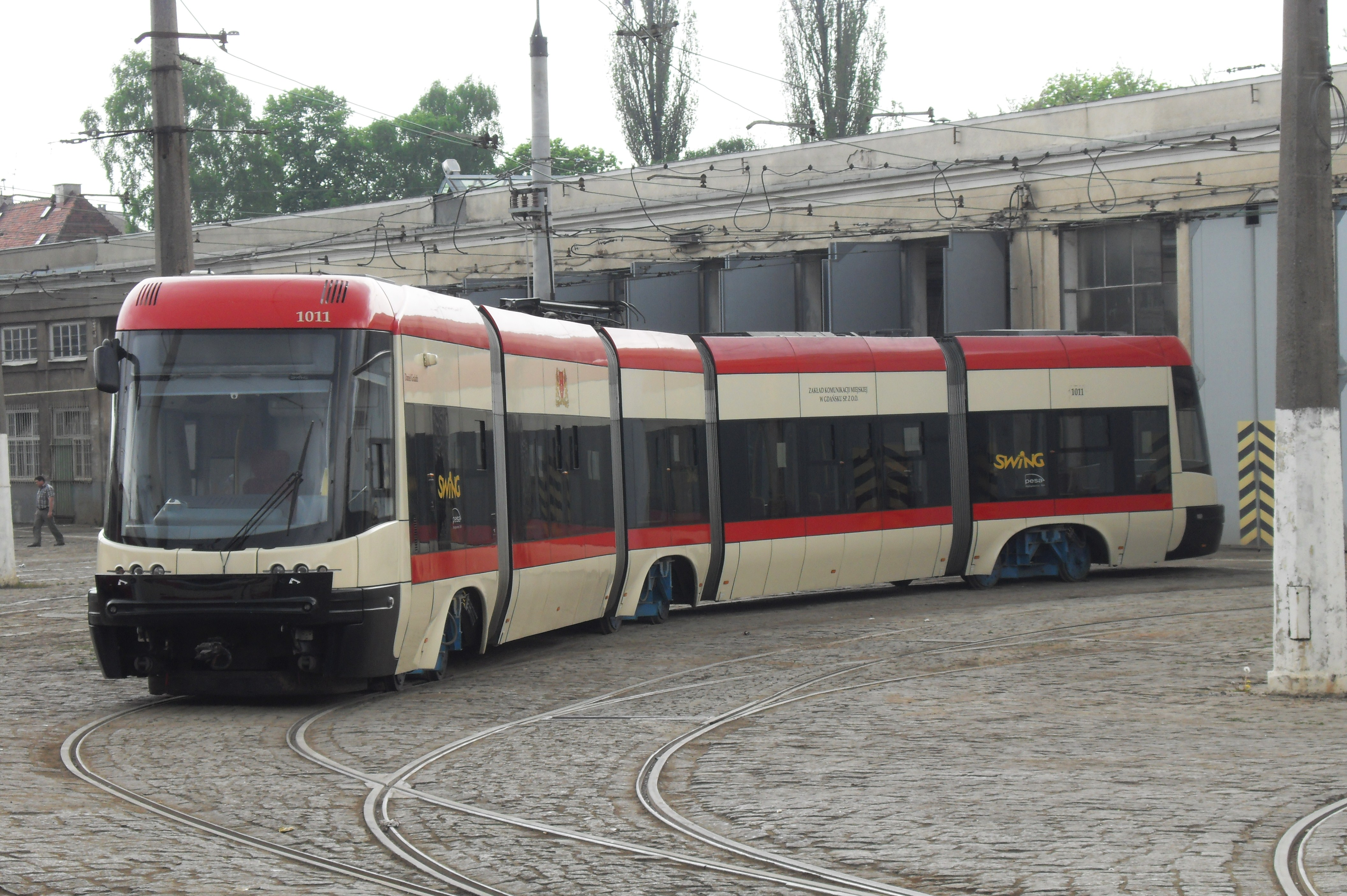
PESA 120Na